# Tsunade (Naruto)
 (mai 2024).
Tsunade (綱手) est un personnage du manga Naruto.
Elle fait partie des Sannin, les trois ninjas légendaires de Konoha élèves du 3e Hokage.

## Création et conception
Comme les deux autres Sannins, le personnage de Tsunade provient originellement du conte japonais Jiraiya Goketsu Monogatari (La Légende du Galant Jiraiya). 
Dans cette histoire, Jiraya, un bandit chevaleresque capable de se transformer en crapaud épouse la belle princesse Tsunade. Jaloux, un serviteur de Jiraya appelé Yashagoro se renomme Orochimaru et attaque le couple après avoir appris la magie des serpents.

## Profil

### Apparence
Tsunade est blonde les cheveux mi-longs attachés par deux queues de cheval dans le dos, et deux franges plus courtes qui lui encadrent le visage. Elle a les yeux noisette, et un tilak en forme de losange bleu sur le front, qui est en fait un sceau de chakra. Elle porte un pantacourt bleu, des sandalettes, du vernis à ongles rouge, une veste verte avec le kanji Kake (賭, litt. « pari ») dans le dos, et un genre de kimono blanc noué avec une ceinture bleue, soulignant un décolleté qui laisse apparaître son opulente poitrine. D’ailleurs, Jiraya aime beaucoup plaisanter à ce sujet ; longtemps avant le début de la série, lorsqu’ils étaient les jeunes élèves du 3e Hokage, il la qualifiait de « planche à pain », car elle n'avait quasiment pas de poitrine. Tout au long de l'histoire, Tsunade garde son apparence de jeune fille sans changer de vêtements ni de coiffure, ce qui fait d'elle la seule personnage de Naruto qui garde son apparence depuis sa première apparition.

### Histoire

#### Enfance

Pendentif de Tsunade, gagné par Naruto.

Tsunade est la petite-fille du 1er Hokage Hashirama Senju (dont elle ne porte cependant pas le nom) ; elle a été titrée « princesse » 姫 (hime) par les anciens du village.
Elle a été très chérie et pourrie gâtée par son grand-père, dont elle était la première petite-fille ; c’est de lui qu’elle a pris sa passion pour le jeu et les paris, ainsi que d’autres mauvaises habitudes, et Hashirama s’inquiète de la savoir aux commandes du village lorsqu’il est invoqué par la « Réincarnation des âmes ».
Elle apparait dans certains flashbacks sur Jiraya lors du premier entrainement des clochettes avec le troisième Hokage, en compagnie d'Orochimaru et de Jiraya attaché à un poteau. À cette époque elle possédait déjà une force surhumaine, puisqu'on la voit projeter Jiraya au loin d'un coup de poing, ou qu’elle a grièvement blessé ce dernier lorsqu'il espionnait les filles aux sources chaudes.
Sa relation avec Jiraya ressemble fortement à celle entre Naruto et Sakura : le comportement moqueur et espiègle de ces deux là envers leurs camarades étant la plupart du temps la principale source de conflit au sein du groupe.
Elle a traversé une période difficile lors de la grande guerre des ninjas en ayant subi notamment deux chocs émotionnels lors de la mort de son frère cadet Nawaki et de son fiancé Dan. Elle a depuis développé une sorte de phobie du sang (hématophobie), allant même jusqu'à être tremblante et terrorisée, et ne plus pouvoir faire un seul mouvement lors de son combat contre Kabuto Yakushi lorsque celui-ci se poignarde la main.
Durant les guerres menées par Konoha, elle s’est illustrée en neutralisant les poisons de Chiyo qui la nomme dès lors « limace de Konoha ». Elle est aussi à l’origine du développement d’un corpus de ninjas médecins et de l’intégration d’un spécialiste médecin dans chaque équipe de combat.
Tsunade a alors décidé de quitter le village, en compagnie de son apprentie Shizune, voyageant à travers le monde de ville en ville. Elle s'est forgée une réputation de « Légendaire Perdante » à force de perdre aux jeux de casino, de hasard, etc.

#### Face à Orochimaru
Après la mort de Hiruzen Sarutobi, le troisième Hokage de Konoha, Naruto et Jiraya partent en mission dans le but d'aller chercher Tsunade, et de lui proposer de devenir le cinquième Hokage. Ils finissent par se rencontrer, mais Orochimaru l'a trouvée avant eux. S'ensuit une période de négociation entre elle et Orochimaru, qui lui propose de ramener à la vie les deux personnes à qui elle tient le plus en échange du soin de ses bras. 
Lors de sa rencontre avec Naruto elle affirme que seul un idiot voudrait être Hokage, ce qui met Naruto en colère. Il lui propose de l’affronter ce qu’elle accepte. Au moment où il essaye d’utiliser le « Rasengan », qu’il ne maîtrise pas encore, elle lui met une pichenette sur le front qui le projette au loin et le met à terre. Elle défie alors Naruto de maîtriser le « Rasengan » en une semaine, en échange de quoi elle lui offrirait son précieux pendentif qu’elle tient du premier Hokage. Ce pendentif a une grande valeur à ses yeux et c’était la première fois qu’elle le mettait en jeu dans un pari, malgré sa fièvre du jeu.
Elle refuse la proposition d'Orochimaru (feignant d'accepter pour tenter de l'assassiner), et doit alors combattre Kabuto qui parvient à la mettre hors de combat en se poignardant la main. À la suite de l’arrivée de Jiraya, Shizune et Naruto, elle vainc son hématophobie et ils parviennent à faire fuir leurs adversaires.

#### L'ère du 5eHokage
Tsunade devient dès lors le cinquième Hokage (Godaime Hokage) de Konoha, et son visage apparaît sur le « mur des Hokage ». Plus tard, elle prend Sakura Haruno comme élève et lui enseigne le ninjutsu médical, ainsi que le secret de sa force phénoménale. À force de rester auprès d'elle, Sakura hérite aussi de son tempérament, ce qui effraie plus d'une fois Naruto, Jiraya ou Kakashi. Ino Yamanaka devient également sa disciple pour apprendre le ninjutsu médical.
Elle invoque également les limaces pour protéger les villageois et les ninjas lors de l'attaque de Pain, et se sert de sa réserve de chakra colossale afin de soigner les ninjas et les blessés. Attaquée par Shurado (le « meurtrier » de Jiraya) et à bout de force (ayant consommé tout son chakra pour les habitants de Konoha), elle est sauvée in extremis par Naruto qui détruit le corps motorisé de Pain d'un seul coup. Naruto lui propose alors d'aller boire un thé et de se reposer.
Ayant consommé trop de chakra, elle se retrouve à la fin des combats dans le coma et ne peut plus assurer sa charge de Hokage. Alors que le daimyo du pays du feu s'apprête à nommer Kakashi Hokage après la mort de Danzô, Gai intervient pour annoncer que Tsunade s'est réveillée.
Elle reprend rapidement sa place une fois remise et organise l'alliance shinobi avec les quatre autres kage. Elle seule s'oppose, en vain, à la décision collective de cacher les deux porteurs de démons à queues restants, Naruto et Killer Bee. Se retrouvant obligée d'accepter la décision des autres kage, elle demande au Raikage que son frère cadet Killer Bee apprenne à Naruto comment maîtriser Kyûbi.
Tsunade apparaît lors de la quatrième grande guerre ninja déclarée par Madara lors du conseil des cinq kage. Elle empêche d'abord Naruto et Killer Bee de poursuivre leur route avec A. Le Raikage étant prêt à tuer Naruto afin de retarder Madara, Tsunade décide de s’opposer à son tour à A qui se laisse finalement convaincre par Naruto.
Plus tard, avec les autres kage, elle affronte le véritable Madara Uchiwa réincarné par Kabuto ; elle est laissée pour morte par ce dernier avec les autres, son corps étant coupé en deux au niveau du tronc, mais elle utilise Katsuyu pour se maintenir en vie, et ne pas laisser ses compagnons mourir. Elle est sauvée par Orochimaru, qui force Suigetsu à recoller les deux moitiés du corps ensemble tout en laissant Tsunade absorber le chakra de Karin pour se soigner. Elle rejoint ensuite le champ de bataille avec les autres et invoque avec Sakura une grosse partie de Katsuyu pour soigner tous les ninjas de l’alliance blessés.
Lorsque le genjutsu des « Arcanes lunaires infinis » est activé par Madara, elle se retrouve dans une illusion où son fiancé, Dan, devenu Hokage, et son frère cadet Nawaki sont toujours en vie ; Jiraya et Orochimaru sont dans le village également, mais elle devient furieuse en voyant que Jiraya propose à son frère cadet de lire un de ses livres.

#### Epilogue
Après avoir été libérée de l’illusion par Naruto et Sasuke, juste après la fin de la guerre, elle démissionne du poste de Hokage, qui revient à Kakashi. Peu de temps avant que Sasuke ne parte de Konoha après la guerre, elle fabrique, pour lui et Naruto, deux prothèses de bras à partir des cellules de Hashirama, mais Sasuke refuse sa prothèse, tandis que Naruto l'accepte. Elle continue à revoir les anciens kage des autres villages pour des réunions amicales encore une quinzaine d’années après la fin de la guerre.

### Personnalité

Kanji 賭 « pari » sur le manteau de Tsunade.

Outre le fait qu'elle soit une des « Trois ninjas légendaires », Tsunade est surtout connue pour être passionnée de jeux de hasard malgré sa grande malchance (son surnom veut dire « la légendaire... perdante (ou légendaire pigeon) », car elle se fait plumer de partout et par tout le monde). Elle considère que gagner le jackpot est le signe de l'arrivée d'une tragédie ; cela se révèlera vrai dans son cas (avant son combat face à Orochimaru elle gagnera au pachinko, lors de la défaite de Gaara face à Akatsuki, elle gagnera à la loterie, après le départ de Jiraya pour le village d'Ame, elle aura parié qu'il ne reviendra pas, bien qu'elle le fît en comptant sur sa malchance pour lui donner tort).
Son animal symbolique (comme le crapaud pour Jiraya ou le serpent pour Orochimaru) est la limace. À l'instar de  Jiraya qui invoque Gamabunta et Orochimaru qui invoque Manda, elle peut invoquer Katsuyu.
Sa grande faiblesse est sa peur phobique du sang, causée par les morts successives de son frère cadet et de son fiancé. Ce dernier étant mort sous ses yeux dans une mare de sang alors que Tsunade tentait de le sauver. Kabuto la paralysera simplement en la recouvrant d'un peu de son sang après s'être volontairement entaillé la main. Mais finalement, ressaisie par les paroles et la ténacité de Naruto qui s'interpose entre Kabuto et elle malgré ses blessures, elle surmonta sa peur, tenta de tuer Orochimaru et accepta de devenir le cinquième hokage.
Dans l'anime, Naruto appelle Tsunade « Mamie Tsunade » (Tsunade Obaa-chan en japonais, ce qu'on pourrait traduire littéralement par « grand-mère »). Cette appellation est reprise par Boruto, le fils de Naruto qui a aussi connu Tsunade.  
Tsunade a aussi un caractère bien trempé et un fort tempérament : d'ailleurs, même Sakura, sa première disciple, en a également hérité à force de rester auprès d'elle. Son tempérament effraie notamment Naruto, Jiraya voire Kakashi. En tant que maître de Sakura, Tsunade a été très dure avec elle et ne l’a pas ménagée. 
Elle a foi en Naruto, car il partage le même rêve que son petit-frère Nawaki et Dan son fiancé de devenir Hokage ; de plus, Tsunade trouve que Naruto ressemble à Nawaki physiquement et mentalement.

### Capacités

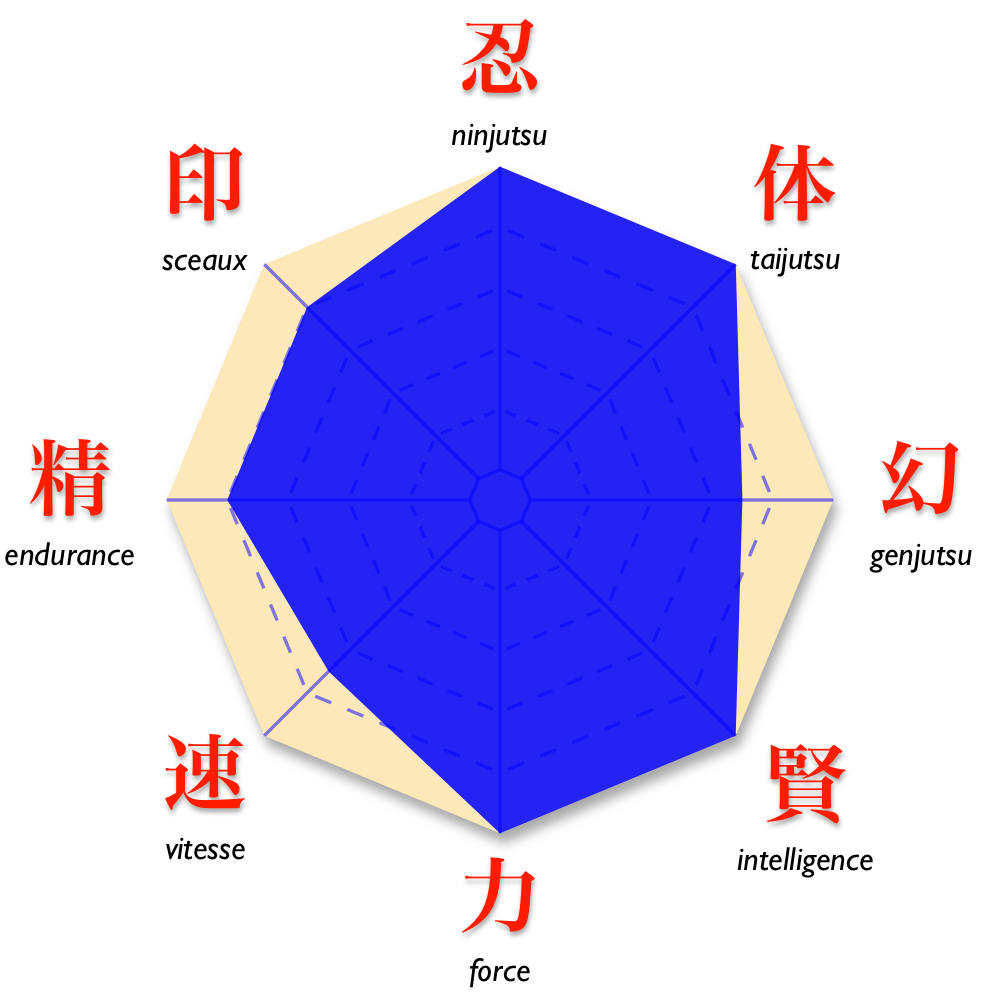
Tsunade, la légendaire sannin, est une kunoichi connaissant très bien le ninjutsu, en particulier le ninjutsu médical (d'où son intelligence élevée). En revanche pour se battre, elle fait surtout appel à ses dons au corps à corps : elle a en effet développé un taijutsu très puissant basé sur une force physique monstrueuse (à base de relâchement brusque de chakra par ses doigts, mains ou pieds), ainsi qu'une bonne maîtrise des sceaux et une bonne endurance. Cependant, elle n'est pas très rapide et sa maîtrise des illusions (le genjutsu) laisse à désirer.

#### Leninjutsumédical

La création et le renouveau: marque apparaissant sur le visage de Tsunade.

La spécialité de Tsunade est le ninjutsu médical 医学の術 (igaku no jutsu), art dont elle a atteint la quintessence en développant une technique qui lui permet de régénérer toutes les cellules de son corps en libérant une importante quantité de chakra et en activant un sceau sur le front, ce qui lui permet de guérir instantanément n'importe quelle blessure (même fatale), au détriment néanmoins de sa durée de vie.
Tsunade a horreur de vieillir et utilise constamment une technique lui permettant de conserver une apparence jeune (ce qui n'empêche pas Naruto, connaissant son âge, de la qualifier de « grand-mère »).
Chiyo la décrit également comme une experte en poisons, Tsunade ayant à chaque fois trouvé les antidotes à ceux qu’elle créait lors des guerres entre Suna et Konoha.

#### Force colossale
Tsunade utilise une technique de combat qui lui permet de donner des coups surpuissants : en concentrant tout son chakra dans un point de son corps et en le relâchant brusquement sur sa cible (elle écrasa ainsi Naruto avec seulement son index droit et elle réussira à manipuler l'épée gigantesque de Gamabunta pour combattre à elle seule Manda invoqué par Orochimaru). La résultante de cette technique peut chambouler le terrain ou projeter l'adversaire à des dizaines de mètres ; elle a donc la réputation d'avoir une « force monstrueuse », dont Jiraya (et dans une moindre mesure, Naruto) a fait les frais de nombreuses fois.
À cela s'ajoute une grande endurance, grâce à la capacité de régénération de ses cellules. En est une bonne illustration le moment où elle tente de protéger Naruto inconscient face à Orochimaru : ce dernier la transperce plusieurs fois de part en part avec l'épée Kusanagi (deux coups lui traversent clairement le torse), mais elle parvient à rester debout. Elle utilise aussi, à ce moment, une technique de régénération qui va annuler tous les dommages subis; bien qu'elle en subisse ensuite le contre-coup.
Elle transmet sa technique de force à Sakura, puis Sarada la fille de cette dernière maîtrise également sa technique.

#### Sceaux
Hormis ses capacités hors pair en tant que médecin-ninja 衛生 (eisei-nin), Tsunade est une experte en sceaux comme les autres Sannin et le troisième Hokage. Elle a entre autres développé un sceau lui permettant d'engranger sur son front une quantité colossale de chakra qu'elle peut relâcher en cas d'urgence pour se soigner ou protéger les autres.

#### Invocation
Tsunade a signé un pacte avec les limaces et peut donc invoquer la reine des limaces, Katsuyu. Celle-ci lui est assujettie, contrairement à Manda pour Orochimaru et Gamabunta pour Jiraya.
Grâce au don d’ubiquité de Katsuyu (qui peut se séparer en de nombreuses petites limaces indépendantes mais partageant pensées et expérience), Tsunade peut protéger un grand nombre de personnes à la fois en diffusant son chakra, ou transmettre informations et ordres à grande distance.

## Techniques
Ces techniques sont officiellement utilisées par Tsunade dans le manga.
- Technique de la Paume Mystique (掌仙術, Shōsen Jutsu?)[DB 1]
Cette technique est une technique médicale universelle employée par le médecin-ninja 衛生 (eisei-nin?) pour guérir des blessures et pour exécuter la chirurgie. L'utilisateur concentre son chakra (de couleur verte) dans sa main et l'applique à la blessure, accélérant la régénération de cellules. Il peut aussi focaliser son chakra dans une lame pour faire des coupes en cas de besoin. Puisqu'elle est faite avec le chakra, l'utilisateur n'a pas besoin de couper à travers la peau du corps pour atteindre des muscles et des organes. Pour la pratiquer efficacement avec un côté curatif, une grande quantité de chakra est exigée. Par contre, couper semble être moins intensif en chakra. Cet aspect de découpage de cette technique peut également être employé dans le combat, bien qu'il exige une précision incroyable et une grande efficacité de la part de l'utilisateur.
L'on apprend de manière implicite que cette technique est basée sur l'équilibre du Yin et du Yang dans le chakra[4].
- Rupture du sceau (蔭封印・解, Infūin kai?)[DB 2]
Tsunade a scellé une grande quantité de chakra au niveau de son front. Elle peut ainsi le relâcher au moment opportun pendant un combat pour soigner ses blessures ou celles des autres.
- La création et le renouveau (創造再生, Sōzō saisei?)[DB 3]
Cette technique a été développée en secret par Tsunade. Elle est considérée comme un kinjutsu (technique interdite). Tsunade utilise un sceau qui réduit sa vie, mais augmente ses capacités puis applique la technique afin de refermer les plaies et guérir ses organes vitaux. C'est une technique de régénération totale.
- Coup de talon légendaire[note 1] (痛天脚, Tsūten kyaku?)[DB 4]
Un coup de talon dans le sol capable de bouleverser la structure du terrain…
- Explosion de la fleur de cerisier (桜花衝, Ōkashō?)[DB 5]
Un coup de poing surpuissant appris à Sakura.
- Invocation (口寄せの術, Kuchiyose no Jutsu?)
Tsunade invoque la reine des limaces Katsuyu.
- Perturbation des impulsions du corps (乱身衝, Ran Shin Shō?)[DB 6]
Tsunade envoie des impulsions électriques dans le système nerveux de l'adversaire. Cette technique a pour effet de perturber les signaux nerveux dans le corps de l'adversaire qui ne peut plus se mouvoir correctement (en essayant de bouger une partie du corps, c'est une autre qui agit).
- Régénération des cellules (治活再生の術, Chikatsu Saisei no Jutsu?)[DB 7]
Technique apprise à Shizune, permet de régénérer des cellules à la suite d'une blessure grave.
- Technique d'extraction des cellules endommagées (細患抽出の術, Saikan Chūshutsu no Jutsu?)[DB 8]
Cette technique, transmise à Sakura, sert à éradiquer (entre autres) du poison en l'enlevant du corps grâce à une « bulle » de chakra.
- Création et renouveau suprêmes (百豪の術, Byakugō no Jutsu?)
Le sceau frontal de Tsunade s’étend sur tout son corps, et régénère les blessures qu’elle reçoit, aussi graves soient-elles, sans que Tsunade n’ait à composer de mudrā.

### Animé
- Technique de petrification (金縛りの術, Kanashibari no Jutsu?)
Cette technique permet d'immobiliser un ou plusieurs adversaires. Tsunade l'utilisa afin d'immobiliser Fujin et Raijin, aussi connus par leurs surnoms, les  « idiots légendaires ».
- Coup de pied gardien (天主脚, Tenshukyaku?)
Tsunade saute dans les airs et vient donner un violent coup de pied devastateur. Une variante du Coup de talon legendaire"'.

### Databooks
- (ja) Masashi Kishimoto, NARUTO - Hiden Rin no Sho (NARUTO―ナルト―［秘伝・臨の書］?) : Characters Official Data Book (キャラクターオフィシャルデータBOOK?), Tōkyō, Shūeisha, coll. « Jump Comics (ジャンプコミックス, Janpu Comikkusu?) / Naruto »,‎ 4 juillet 2002, 272 p., shinsho (新書?) / Tankōbon / 175x115mm (ISBN 4-08-873288-X et 978-4-08-873288-6, présentation en ligne)
- (ja) Masashi Kishimoto, NARUTO - Hiden Tō no Sho (NARUTO―ナルト―［秘伝・闘の書］?) : Characters Official Data Book (キャラクターオフィシャルデータBOOK?), Tōkyō, Shūeisha, coll. « Jump Comics (ジャンプコミックス, Janpu Comikkusu?) / Naruto »,‎ 4 avril 2005, 320 p., shinsho (新書?) / Tankōbon / 175x115mm (ISBN 4-08-873734-2 et 978-4-08-873734-8, présentation en ligne)
- (ja) Masashi Kishimoto, NARUTO - Hiden Sha no Sho (NARUTO―ナルト―［秘伝・者の書］?) : Characters Official Data Book (キャラクターオフィシャルデータBOOK?), Tōkyō, Shūeisha, coll. « Jump Comics (ジャンプコミックス, Janpu Comikkusu?) / Naruto »,‎ 4 septembre 2008, 360 p., shinsho (新書?) / Tankōbon / 175x115mm (ISBN 978-4-08-874247-2, présentation en ligne)

### Tomes de Naruto
- Masashi Kishimoto (trad. Sébastien Bigini), Naruto tome 17 : La puissance d’Itachi !!, Kana, coll. « Shonen Kana / Naruto », 6 mai 2005, 192 p., Tankōbon / 115x175mm (ISBN 2-87129-776-2 et 978-2-87129-776-5, présentation en ligne)
- Masashi Kishimoto (trad. Sébastien Bigini), Naruto tome 28 : Le retour au pays !!, Kana, coll. « Shonen Kana / Naruto », 2 mars 2007, 192 p., Tankōbon / 115x175mm (ISBN 978-2-5050-0092-1, présentation en ligne)
- Masashi Kishimoto (trad. Sébastien Bigini), Naruto tome 35 : Un nouveau duo !!, Kana, coll. « Shonen Kana / Naruto », 4 avril 2008, 208 p., Tankōbon / 115x175mm (ISBN 978-2-5050-0296-3, présentation en ligne)